# Martin Wood
Pour les articles homonymes, voir Wood.
Martin Wood est un réalisateur, producteur et coproducteur canadien pour la télévision et le cinéma.

## Filmographie

### Réalisateur

#### Films
- 1999 : Teenage Space Vampires
- 2017 : Coup de foudre à Paris (Love Locks)
- 2018 : Coup de foudre sous les tropiques (A summer to remember)

#### Séries télévisées
- 1997 : Stargate SG-1 - Saison 1, épisodes 18, 21 (série télévisée)
- 1998 : Stargate SG-1 - Saison 2, épisodes 2, 4, 13, 16, 22 (série télévisée)
- 1999 : Stargate SG-1 - Saison 3, épisodes 1, 3, 5, 7, 18, 22 (série télévisée)
- 2000 : Stargate SG-1 - Saison 4, épisodes 1, 5, 7, 9, 14, 15 (série télévisée)
- 2001 : Invisible Man - Saison 2, épisode 16 (série télévisée)
- 2001 : Stargate SG-1 - Saison 5, épisodes 1, 3, 4, 5, 7, 15, 16, 19, 22 (série télévisée)
- 2002 : Jeremiah - Saison 1, épisode 10 (série télévisée)
- 2002 : Stargate SG-1 - Saison 6, épisodes 1, 2, 4, 6, 8, 19, 22 (série télévisée)
- 2003 : Andromeda - Saison 4, épisodes 21, 22 (série télévisée)
- 2003 : Jeremiah - Saison 2, épisodes 1, 2, 5, 7, 8, 9 (série télévisée)
- 2003 : Stargate SG-1 - Saison 7, épisodes 1, 2, 5, 9, 14, 21, 22 (série télévisée)
- 2004 : Andromeda - Saison 5, épisodes 17, 19, 20 (série télévisée)
- 2004 : Stargate Atlantis - Saison 1, épisodes 1, 2, 10, 11, 16, 19, 20 (série télévisée)
- 2004 : Stargate SG-1 - Saison 8, épisodes 6, 8 (série télévisée)
- 2005 : Stargate Atlantis - Saison 2, épisodes 1, 3, 6, 9, 11, 14, 17, 18 (série télévisée)
- 2005 : Stargate SG-1 - Saison 9, épisodes 7, 16, 20 (série télévisée)
- 2006 : Stargate Atlantis - Saison 3, épisodes 1, 2, 3, 9, 12, 13, 14, 16, 20 (série télévisée)
- 2006 : Stargate SG-1 - Saison 10, épisode 6 (série télévisée)
- 2008 : Stargate : Continuum

#### Téléfilms
- 2017 : Organiser le Noël parfait (Christmas in the Air)

### Producteur délégué
- 2006 : Happy Feet de George Miller
- 2012 : Les Portes du temps : Un nouveau monde - Saison 1 (série télévisée)

### Coproducteur
- 1997 : Stargate SG-1 (série télévisée)

### Créateur
- 2007 : Sanctuary (Série diffusée sur Internet puis à la télévision)